# Maclaurinsche Reihe
Die maclaurinsche Reihe (nach Colin Maclaurin) ist in der Analysis eine Bezeichnung für den Spezialfall einer Taylor-Reihe mit Entwicklungsstelle {\displaystyle x_{0}=0}:
{\displaystyle Tf(x;0)=\sum _{j=0}^{\infty }{\frac {f^{(j)}(0)}{j!}}x^{j}=f(0)+f'(0)\cdot x+{\frac {1}{2!}}f''(0)\cdot x^{2}+\dotsb .}
Das Betrachten nur endlich vieler Glieder der obigen Reihe liefert die maclaurinsche Formel als Spezialfall der Taylor-Formel:
{\displaystyle f(x)=f(0)+f'(0)\cdot x+{\frac {f''(0)}{2!}}x^{2}+\dots +{\frac {f^{(n)}(0)}{n!}}x^{n}+R_{n}(x)}
mit dem Restglied
{\displaystyle R_{n}(x)={\frac {x^{n+1}}{(n+1)!}}f^{(n+1)}(\theta x)\qquad 0<\theta <1}
oder alternativ
{\displaystyle R_{n}(x)={\frac {1}{n!}}\int \limits _{0}^{x}(x-t)^{n}f^{(n+1)}(t)\mathrm {d} t.}
Die Konvergenz der Maclaurinschen Reihe kann durch Untersuchung des Restgliedes {\displaystyle R_{n}} oder durch Bestimmung des Konvergenzradius nachgewiesen werden. Im letzteren Falle kann es jedoch vorkommen, dass die Reihe zwar konvergiert, ihre Summe aber ungleich {\displaystyle f(x)} ist. Ein Beispiel für solch einen Fall ist die Funktion {\displaystyle f(x)=\exp(-1/x^{2})} mit der Bedingung {\displaystyle f(0)=0}: die Glieder ihrer Maclaurinschen Reihe sind alle 0, allerdings ist {\displaystyle f(x)\not =0} für {\displaystyle x\not =0.}
Für Funktionen, die bei {\displaystyle x=0} nicht definiert sind – z. B. {\displaystyle f(x)={\tfrac {1}{x}}}, oder die bei {\displaystyle x=0} zwar definiert, aber nicht beliebig oft differenzierbar sind – z. B. {\displaystyle f(x)=x{\sqrt {x}}}, lässt sich ebenfalls keine maclaurinsche Reihe entwickeln.

## Beispiele

### Elementare Beispiele
- Sinus

{\displaystyle \sin(x)=\sum _{n=0}^{\infty }(-1)^{n}{\frac {x^{2n+1}}{(2n+1)!}}={\frac {x}{1!}}-{\frac {x^{3}}{3!}}+{\frac {x^{5}}{5!}}-\ldots =x-{\frac {x^{3}}{6}}+{\frac {x^{5}}{120}}-\ldots }
- Exponentialfunktion

{\displaystyle e^{x}=\sum _{n=0}^{\infty }{\frac {x^{n}}{n!}}=1+x+{\frac {x^{2}}{2!}}+{\frac {x^{3}}{3!}}+{\frac {x^{4}}{4!}}+\dots =1+x+{\frac {1}{2}}x^{2}+{\frac {1}{6}}x^{3}+{\frac {1}{24}}x^{4}+\dots }
- Areatangens Hyperbolicus

{\displaystyle {\text{artanh}}(x)=\sum _{n=0}^{\infty }{\frac {1}{2n+1}}x^{2n+1}}
- Arkussinus

{\displaystyle \arcsin(x)=\sum _{n=0}^{\infty }{\frac {(2n)!}{4^{n}(n!)^{2}(2n+1)}}x^{2n+1}}
- Exponentiell erzeugende Funktion der Bellschen Zahlen:

{\displaystyle \exp[\exp(x)-1]=\sum _{n=0}^{\infty }{\frac {B_{n}}{n!}}x^{n}}

### Nicht elementare Beispiele
- Besselsche Funktionen

{\displaystyle \mathrm {I} _{0}(x)=\sum _{n=0}^{\infty }{\frac {x^{2n}}{4^{n}(n!)^{2}}}=\int _{0}^{1}{\frac {2\cosh(xy)}{\pi {\sqrt {1-y^{2}}}}}\,\mathrm {d} y}
{\displaystyle \mathrm {J} _{0}(x)=\sum _{n=0}^{\infty }{\frac {(-1)^{n}x^{2n}}{4^{n}(n!)^{2}}}=\int _{0}^{1}{\frac {2\cos(xy)}{\pi {\sqrt {1-y^{2}}}}}\,\mathrm {d} y}
- Legendresche Chifunktion

{\displaystyle \chi _{2}(x)=\sum _{n=0}^{\infty }{\frac {1}{(2n+1)^{2}}}x^{2n+1}=\int _{0}^{1}{\frac {\arcsin(xy)}{\sqrt {1-y^{2}}}}\,\mathrm {d} y}
- Vollständiges elliptisches Integral erster Art:

{\displaystyle {\frac {2}{\pi }}K(x)=\sum _{n=0}^{\infty }{\frac {[(2n)!]^{2}}{16^{n}(n!)^{4}}}x^{2n}=\int _{0}^{1}{\frac {2}{\pi {\sqrt {(1-x^{2}y^{2})(1-y^{2})}}}}\,\mathrm {d} y}
- Erzeugende Funktion der regulären Partitionszahlenfolge P(n):

{\displaystyle \vartheta _{00}(x)^{-1/6}\vartheta _{01}(x)^{-2/3}{\biggl [}{\frac {\vartheta _{00}(x)^{4}-\vartheta _{01}(x)^{4}}{16\,x}}{\biggr ]}^{-1/24}=\sum _{n=0}^{\infty }P(n)x^{n}}
- Erzeugende Funktion der strikten Partitionszahlenfolge Q(n):

{\displaystyle \vartheta _{00}(x)^{1/6}\vartheta _{01}(x)^{-1/3}{\biggl [}{\frac {\vartheta _{00}(x)^{4}-\vartheta _{01}(x)^{4}}{16\,x}}{\biggr ]}^{1/24}=\sum _{n=0}^{\infty }Q(n)x^{n}}
Mit dem Buchstaben ϑ werden die sogenannten Theta-Nullwertfunktionen ausgedrückt.

## Umwandlung beliebiger Taylorreihen in Maclaurin-Reihen
Jede Taylorreihe, auch solche mit Entwicklungsstelle {\displaystyle x_{0}\neq 0}, kann als Maclaurin-Reihe aufgefasst werden. Dazu wird statt der Taylorreihe zu {\displaystyle f(x)} die Taylorreihe zu {\displaystyle f(x_{0}+x)} betrachtet (Substitution):
{\displaystyle f(x_{0}+x)=\sum _{n=0}^{\infty }{\frac {f^{(n)}(x_{0})}{n!}}[(x_{0}+x)-x_{0}]^{n}=\sum _{n=0}^{\infty }{\frac {f^{(n)}(x_{0})}{n!}}x^{n}.}
Durch die Verschiebung um {\displaystyle -x_{0}} „zur Seite“ ist die neue Entwicklungsstelle gerade 0, wodurch es sich bei der neuen Taylorreihe um eine Maclaurin-Reihe handelt.
Beispiel: Die Taylorreihe zur natürlichen Logarithmusfunktion {\displaystyle \ln(x)} um die Entwicklungsstelle 1, nämlich
{\displaystyle \ln(x)=\sum _{n=1}^{\infty }{\frac {(-1)^{n-1}}{n}}(x-1)^{n},}
entspricht der Maclaurin-Reihe zu {\displaystyle \ln(x+1).}
{\displaystyle \ln(x+1)=\sum _{n=1}^{\infty }{\frac {(-1)^{n-1}}{n}}x^{n}=x-{\frac {x^{2}}{2}}+{\frac {x^{3}}{3}}-{\frac {x^{4}}{4}}+\cdots .}